# Lucio Cecilio Metello Diademato
Lucio Cecilio Metello Diademato (in latino Lucius Caecilius Metellus Diadematus; fl. II secolo a.C.) è stato console romano nel 117 a.C., figlio di Quinto Cecilio Metello Macedonico.

## Biografia
Visse tra la fine del II secolo a.C. e l'inizio del I secolo a.C.
Fu padre di Metello Celere e avo di Quinto Cecilio Metello Celere.
Il soprannome Diademato deriva dal bendaggio che Lucio Cecilio Metello usava per coprire una ferita sulla nuca.